# Mambo Italiano (film)
Pour les articles homonymes, voir Mambo Italiano.
Pour plus de détails, voir Fiche technique et Distribution.
Mambo Italiano est un film québécois anglophone réalisé par Émile Gaudreault, sorti en 2003.

## Synopsis
Angelo et sa sœur sont dépassés par leurs parents : Maria et Gino, des immigrants italiens installés à Montréal, qui passent leur temps à se quereller et à gronder leurs enfants. Le déménagement de leur fils dans son propre appartement a été un drame, surtout, lorsque, dans les premiers jours, Angelo est cambriolé. Surprise, le policier qui vient constater l'effraction est Nino, ancien ami d'enfance d'Angelo. Tous les deux se mettent rapidement en couple.
Ils sont heureux, mais Angelo veut révéler son homosexualité à ses parents contre l'avis de Nino.

## Fiche technique
- Titre : Mambo Italiano
- Réalisation : Émile Gaudreault
- Scénario : Steve Galluccio et Émile Gaudreault
- Musique : Adam Broughton, FM Le Sieur
- Décors : Patricia Christie
- Costumes : Francesca Chamberland
- Montage : Richard Comeau
- Production : Denise Robert, Daniel Louis
- Sociétés de production : Cinémaginaire inc., Equinoxe Films
- Sociétés de distribution : A-Film Distribution, Equinoxe Films
- Pays de production :  Canada
- Langues : anglais, italien, français
- Genre : Comédie dramatique
- Durée : 88 minutes
- Dates de sortie :
  -  France : 13 mai 2003 (Festival de Cannes)
  -  Canada : 3 juin 2003

## Distribution
- Luke Kirby (VQ : Antoine Durand, VF : Alexandre Gillet) : Angelo Barberini
- Ginette Reno (VQ : elle-même, VF : Michèle Bardollet) : Maria Barberini, sa mère
- Paul Sorvino (VQ : Hubert Gagnon, VF : Gérard Rinaldi) : Gino Barberini, son père
- Claudia Ferri (VQ : elle-même, VF : Déborah Perret) : Anna Barberini, sa sœur
- Peter Miller (VF : Bruno Choël) : Nino Paventi
- Mary Walsh (VQ : Michèle Deslauriers, VF : Marion Game) : Lina Paventi, sa mère
- Sophie Lorain (VQ : Elle-même, VF : Sophie Riffont) : Pina Lunetti
- Tim Post (VF : Serge Faliu) : Peter
- Tara Nicodemo : Yolanda, la tante d'Angelo/Femme dans l'avion/Jolene dans un scénario d'Angelo
- Pierrette Robitaille (VQ : Elle-même) : Rosetta
- Dino Tavarone : Giorgio
- Mark Camacho (VF : Jean-Pierre Leclerc) : Johnny Christofaro
- Michel Perron (VQ : Lui-même, VF : Fedele Papalia) : Père Carmignani, le curé de la paroisse
- Lou Vani (VF : Éric Etcheverry) : Marco
- Diane Lavallée (VQ : Elle-même) : Mélanie, une amie de Pina
- Michael Romano : Angelo enfant
- Stephanie Vecchio : Maria enfant
- Stephan Perreault : Gino enfant
- Mathieu Major-Langevin : Nino enfant

## Commentaires
- Steve Galluccio et Émile Gaudreault sont deux des scénaristes de la série québécoise Un gars, une fille.
- Au début du film, les scénaristes placent une description peu engageante du Canada et du Québec dans les paroles de Gino : pour ses parents, il y a « deux Amérique. La vraie, c'est-à-dire les États-Unis, et la fausse, c'est-à-dire le Canada. Et pour compliquer les choses, il y a deux Canada : le vrai, c'est-à-dire l'Ontario, et le faux, c'est-à-dire le Québec ».